# 唐殇帝
唐殇帝李重茂（695年—714年），中国唐朝第7任皇帝，为唐中宗李显幼子、唐玄宗李隆基堂弟。其于中宗景龍四年（710年）六月即位，在位仅十八日，后于玄宗開元二年（714年）七月逝世，终年十九岁，諡号殤皇帝，是唐朝在位时间最短的皇帝，也是唐朝两位没有庙号的皇帝之一。

## 生平
李重茂生於武周延載元年（695年），武周聖曆三年（700年）封為北海郡王，神龍元年二月二十一日（705年3月20日）進封温王，授右衛大將軍，兼遙領赠州大都督，沒有到任。
景龍四年（710年）中宗病逝后，景龍四年六月初二日（710年7月3日），韋臨朝，改元唐隆。唐隆元年六月初四日（710年7月5日），韋后矯詔立时年仅16岁的李重茂為帝，韋后臨朝稱制。李重茂即位不足一個月，六月二十日夜，睿宗三子臨淄王李隆基、中宗妹妹太平公主等交結禁軍將領，發兵入宮，將韦后與安樂公主等人杀死，是為唐隆政变。
六月二十二日，宫人、宦官请求中书舍人刘幽求草诏立太后，刘幽求意图复辟睿宗，被拒。六月二十四日，太平公主称李重茂有意让位睿宗，更亲自将其提下御座，睿宗復辟。李重茂仍封温王。
李重茂的庶兄谯王李重福随即发动政变，与其党羽郑愔等策划矫诏称得中宗传位，以李重茂为皇太弟，但很快被镇压。
景雲二年正月十八日（711年2月10日），改封襄王，李重茂離開长安，被遷到集州，睿宗令中郎將率武士五百人守備。
開元二年七月二十二日（714年9月5日），李重茂除房州刺史，不久死於房州，年仅19岁，谥曰殇皇帝。葬於武功西原。具体所在不详，有推测今名为隋炀帝墓的建筑，实为其墓。

## 家庭

### 家世
| 唐殇帝李重茂 | 父亲： 唐朝皇帝 唐中宗李顯 | 祖父： 唐朝皇帝 唐高宗李治 | 曾祖父： 唐朝皇帝 唐太宗李世民       |
| 唐殇帝李重茂 | 父亲： 唐朝皇帝 唐中宗李顯 | 祖父： 唐朝皇帝 唐高宗李治 | 曾祖母： 文德順聖皇后 長孫氏         |
| 唐殇帝李重茂 | 父亲： 唐朝皇帝 唐中宗李顯 | 祖母： 則天順聖皇后 武氏   | 外曾祖父： 武周追尊皇帝 周太祖武士彠 |
| 唐殇帝李重茂 | 父亲： 唐朝皇帝 唐中宗李顯 | 祖母： 則天順聖皇后 武氏   | 外曾祖母： 孝明高皇后 楊氏           |
| 唐殇帝李重茂 | 母亲： 不详                | 外祖父： 不详              | 外祖父之父： 不详                    |
| 唐殇帝李重茂 | 母亲： 不详                | 外祖父： 不详              | 外祖父之母： 不详                    |
| 唐殇帝李重茂 | 母亲： 不详                | 外祖母： 不详              | 外祖母之父： 不详                    |
| 唐殇帝李重茂 | 母亲： 不详                | 外祖母： 不详              | 外祖母之母： 不详                    |

### 后妃
- 陆皇后

## 影視形象
- 陈志成：1986年台灣中视電視劇：《一代公主》

## 延伸阅读
[在维基数据编辑]
 《舊唐書/卷86》，出自刘昫《舊唐書》